# Lode Runner
Lode Runner — комп'ютерна гра в жанрі платформер, вперше випущена в 1983 році.

## Ігровий процес
Гравець керує маленьким чоловічком і повинен зібрати все золото, що лежить на даному рівні, уникаючи зустрічі з роботами (у деяких сиквелах роботи замінені на «безумних монахів»). Весь рівень цілком видно на екрані, він складається з цегляних платформ, сходів, а також натягнутих мотузок, якими можна рухатися, тримаючись за них руками. Персонаж гри не може вбивати роботів, але може створювати для них ями у цегляній підлозі — робот, який потрапив у яму, затримується там на деякий час. Герой може падати з будь-якої висоти, не розбиваючись, але не може підстрибувати. Після того, як всі ящики з золотом зібрані, де-небудь з'являються сходи, якими потрібно дістатися до верху екрану — це призведе до переходу на наступний рівень.
Всього у грі 150 рівнів. Кожен новий рівень потребує більш складної стратегії щодо того, в якому порядку його обходити й де прорити ями для того, щоб зібрати всі ящики з золотом і не попастися. Стратегія також може включати способи створення однієї великої ями з великої кількості звичайних, проритих одна за одною. З переходом на більш високі рівні гра набуває властивостей більш «головоломки», ніж гри на швидкість реакції, хоча і те й інше залишається важливим.
Багато у які версії гри (в тому числі і в оригінальну) вбудований редактор рівнів для створення власних карт.

## Сиквели
У 1994 році компанія Sierra Entertainment випустила гру «Lode Runner: The Legend Returns», для систем DOS та Windows (PC). Гра набула масу позитивних якостей: відмінна анімація, яскрава кольорова палітра, оригінальні декорації, можливість грати удвох, і застосування додаткових пасток, крім стандартної «землерийки» (липка смола, шибениця і т. д.)
Продовження гри Lode Runner 2, Lode Runner 3, Lode Runner 3-D та інші.

## Римейк
Гра була випущена і для приставки NES, в ній було 50 рівнів, кожен з яких займав два екрани в горизонтальному напрямку. Як і безліч ігор для NES раннього періоду, Lode Runner не має кінця, після завершення 50-го рівня знову починається 1-й. Графіка в цілому більш деталізована, ніж в оригіналі. У грі є редактор рівнів, що дозволяє виготовляти рівні самостійно, правда, обмежені одним екраном. У якості супротивників у грі виступають роботи, що виглядають як Бомбермен (герой серії власних ігор компанії Hudson Soft, яка виконала портування Lode Runner на NES). Це не просто збіг, за сюжетом самого Бомбермена до його фінальної заставки показано, як він перетворюється з робота в Золотошукача, залишаючи зв'язок між двома іграми на домислення гравця.
На радянських побутових комп'ютерах існувало безліч клонів гри — наприклад, «Зоопарк» для ПК Фахівець, «Замок Гоблінів» для УКНЦ, «Йеті» для Вектор-06Ц, «Скарб» для БК-0010.